# Sidi Soufi-moskee
De Sidi Soufi-moskee is een moskeein Béjaïa in het noordoosten van Algerije. De moskee ontleent zijn naam aan een wolhandelaar (in het Arabisch: souf) die een grote markt in de stad vestigde.
De fundering van de moskee dateert uit de 16e eeuw, tijdens de periode van de Berberse Hafsiden.